# Le Tuzan
Le Tuzan település Franciaországban, Gironde megyében. Lakosainak száma 257 fő (2022. január 1.). Le Tuzan Louchats, Hostens, Saint-Symphorien és Mano községekkel határos.

## Népesség
A település népességének változása:
| Lakosok száma | 116  | 127  | 153  | 189  | 257  | 283  | 278  | 257  | 260  | 257  |
|               | 1968 | 1982 | 1990 | 2006 | 2013 | 2015 | 2017 | 2019 | 2020 | 2022 |